# ノルベルト・ブルンナー (芸術家)

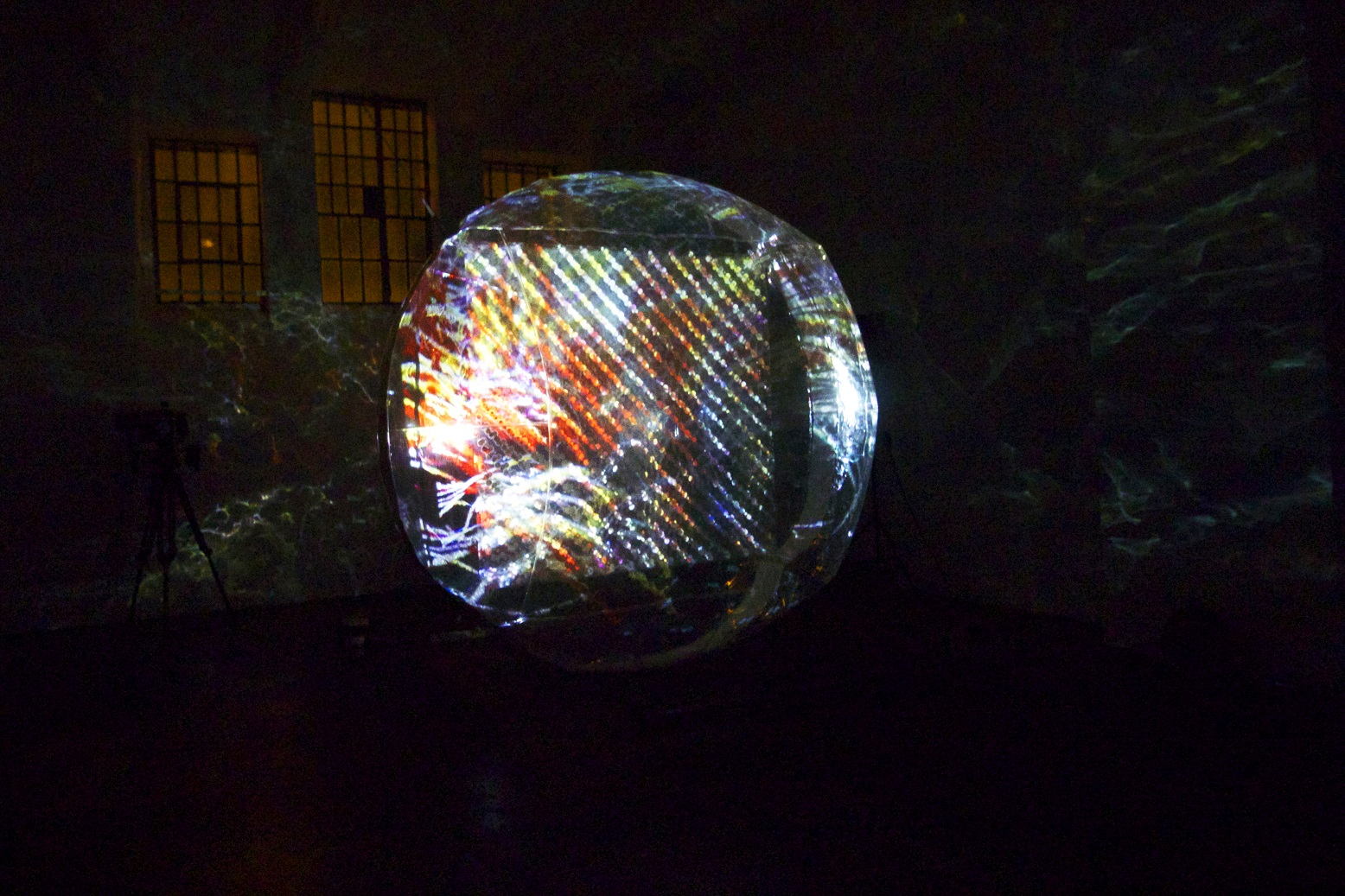
タイムバブル2009、 オーストリア・ギャラリー（ウィーン）

ノルベルト・ブルンナー（Norbert Brunner、1969年7月17日 - ）は、オーストリアのオブジェ、コンセプチュアル、インスタレーション作家である。フォアアールベルグ州ホーエンエムス出身。大工見習として訓練を受けたのち、エルビゲンアップにある造形の専門学校へ進学。その後、ウィーン応用美術大学 でヴァンダ・ベルトー二のもと造形を学んだ。オズヴァルド・オーベルフーバー、ベンハルド・ライトナー、フランツ・グラフ、イザベレ・グラウなどから影響を受ける。
これまで神戸、エドモントン（カナダ）、バーミントン（英国）でパブリックアートプロジェクトに携わってきた。また、その作品は北京、シドニー、ロンドン、モスクワ、ベルリン、パリ、ウィーン Graz,、グラーツ、ジュネーブ、プラハ、ニューヨーク 、ダラス、大阪、名古屋、京都など世界各地で展示されてきた。
国外で参加したイベントとしては、バレンシア・ビエンナーレ、北京建築ビエンナーレ、愛知で開催された万博、2005年日本国際博覧会、ロイヤル・アカデミー・オブ・アーツ（英国）のサマーエキシビジョンなどがある。オーストリア国内で開催される国際的にも著名なイベントであるヴィーナー・オーパンバル、ライフボール、ブレゲンツ音楽祭にも参加している。
作品はウィーンのオーストリア・ギャラリーをはじめニューブリテン美術館（米国）、フォアアールベルグ州立美術館の貴重なコレクションの一部として収蔵されている。

## 展覧会／インスタレーション（抜粋）
| 2017 ・個展、Claire Oliver Gallery、ニューヨーク、2017年4月13日－2017年5月13日 2016 ・個展、Claire Oliver Gallery、ニューヨーク、2016年1月7日－2016年2月20日 2014 ・個展、Claire Oliver Gallery、ニューヨーク、2014年12月11日－2015年1月17日 ・アートマイアミ2014、マイアミ、Claire Oliver Gallery、2014年12月2日―2014年12月7日 ・個展（ゲスト）、Baeckerstrass、ウィーン、2014年9月 2013 ・『アイ・オブジェ／マジックミラー』（インスタレーション）、ゲラン旗艦店（シャンゼリゼ）、パリ ・アート・マイアミ2013、マイアミ、Claire Oliver Gallery ・アート・ダラス2013、ダラス、Claire Oliver Gallery ・ハンプトン・アートフェア2013、ニューヨーク、Claire Oliver Gallery ・アートフェア・ウィンウッド2013、マイアミ、Claire Oliver Gallery ・『コミュニケーション』（パブリックスペース・インスタレーション作品）、ウィーン、Kallco 2012 ・アート・ダラス2012、ダラス、Claire Oliver Gallery ・セレブリティ・クルーズ、クルーズ船『リフレクション』、船内のインスタレーション（コミッションワーク） ・『10/20/10』（グループ展）、Claire Oliver Gallery、ニューヨーク ・『Beyond Bling』（グループ展）、Claire Oliver Gallery、ニューヨーク ・『Smiling Broadly』（個展）、Claire Oliver Gallery、ニューヨーク 2011 ・アート・マイアミ2011、マイアミ、Claire Oliver Gallery 2010 ・『Fuck Luck』（個展）、Claire Oliver Gallery、ニューヨーク ・アート・マイアミ2010、マイアミ、Claire Oliver Gallery 2009 ・個展、EIKONギャラリー、ウィーン ・個展、Caprice Horn Gallery、ベルリン ・サマーエキシビジョン2009、ロンドン、ロイヤル・アカデミー・オブ・アーツ ・スコープ・バーゼル、バーゼル、Caprice Horn Gallery ・『Poster and Bag Object Project』、ヴィーナー・オーパンバル2009、ウィーン 2008 ・『Heroes』（個展）、Aidan Gallery、モスクワ ・個展、Gallery Lukas Feichtner、ウィーン ・『EVERYDAY HEROES』、F2 Gallery、北京 ・『Art Pulse』、ニューヨーク、Lukas Feichtner Gallery ・『FEMACO』、メキシコシティ 、Gallery Caprice Horn ・アートケルン、ケルン, Gallery Lukas Feichtner ・『タイムバブルI』（ステージデザイン）、ブレゲンツ音楽祭、オーストリア、ブレゲンツ 2007 ・アート・モスクワ、モスクワ世界芸術展、モスクワ、Aidan Gallery ・『Cige』、北京、Gallery Lukas Feichtner ・フォト・マイアミ、マイアミ、Gallery Lukas Feichtner ・『Pulse』、ロンドン、Gallery Lukas Feichtner ・上海コンテンポラリー、上海、Gallery Lukas Feichtner ・ウィーン・フェア、Aidan Gallery、ウィーン ・Festival of Extreme Building、バーミンガム 2006 ・『EVERYDAY HEROES』（個展）、F2 Gallery、北京 ・『ARTFIELD TECHNOLOGY』（屋外インスタレーション作品）、モスクワ、Aidan Gallery ・『WE LIVE TOMORROW』、パリ ・『タイムパイプ』（インスタレーション）、ウィーン・アートウィーク、ウィーン、Will Alsopと Darryl Georgiouによる協力、Robert Punkenhofer（キュレーター） 2005 ・『Here – Now』、Gallery Kaze、東京、Chikako Mori（キュレーター） ・『Vienna– Prague』、Galerie Litera、プラハ ・『Wisdom of Nature』（個展）、2005年日本国際博覧会、名古屋、Robert Punkenhofer（キュレーター） 2004 ・『GEGENLICHT』、Wolke 7、ウィーン ・『タイムピル』（インスタレーション）、第一回北京建築ビエンナーレ、北京 ・『MILUJ MA』（ステージデザイン）、ウィーン ・『ライフボール』（バックステージVIPエリアデザイン）、ウィーン市庁舎、ウィーン 2003 ・『00.00.00』（個展）、キュービックギャラリー、大阪 ・『A&M – Department of Proper Behaviour』、第二回バレンシア・ビエンナーレ、スペイン、Convento del Carmen、Will Alsop（キュレーター）、Bruce McLean（キュレーター） ・『Timepill and Bag Object Project』、イギリス、ウェスト・ブロムウィッチ |

## 書目
- Norbert Brunner by Oliver Goetz, Triton Verlag, 2003